# 胴面

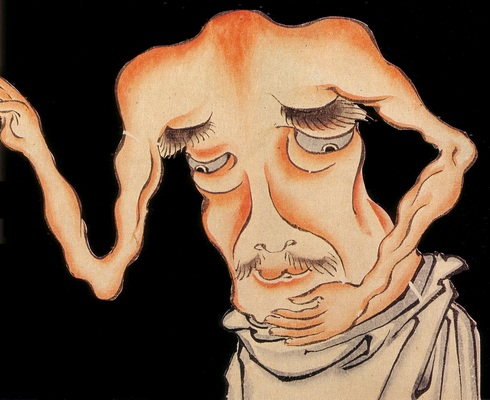
尾田郷澄『百鬼夜行絵巻』より「胴面」

胴面（どうのつら）は、妖怪絵巻に描かれている日本の妖怪。首から上がなく、代わりに胴体に顔がある姿をしている。
尾田郷澄『百鬼夜行絵巻』（1832年）にて、この名称が示されているが江戸時代に描かれた絵巻物には名前と絵があるのみで解説文は一切なく、詳細は不明である。『百物語化絵絵巻』にも同様のデザインの妖怪があかはだかという名前で描かれていることが確認できる。
胸や腹にかけて顔のある存在は、刑天、ブレムミュアエ、カバンダなど中国やヨーロッパ・インドをはじめ、ユーラシア大陸各地に広く分布している。そのようなすがたの民族が遠く離れた異国に住んでいるという想像を通じて世界で描かれており、この造型もその影響下にあるものと考えられる。しかし、海外三十六国などには挙げられていないため、日本においてはその種の異国人物を描いた作品（『異国物語』など）には、このかたちのものが描かれる機会はほとんど無く、絵画としての類型は他の造型に較べると歴史的には数が少ない。そのため、具体的には『山海経』の絵図を通じて日本でも描かれる機会のあった刑天などがその手本となったと見られる。